# Yebra (kommunhuvudort)
Yebra är en kommunhuvudort i Spanien.   Den ligger i provinsen Provincia de Guadalajara och regionen Kastilien-La Mancha, i den centrala delen av landet, 60 km öster om huvudstaden Madrid. Yebra ligger 750 meter över havet och antalet invånare är 515.
Terrängen runt Yebra är platt västerut, men österut är den kuperad. Runt Yebra är det glesbefolkat, med 9 invånare per kvadratkilometer. Närmaste större samhälle är Mondéjar, 12,5 km väster om Yebra. Trakten runt Yebra består till största delen av jordbruksmark.